# 筑北盆地
筑北盆地（ちくほくぼんち）は、長野県中部に位置する盆地である。別名は麻績盆地。

## 地形
東は冠着山、西は岩殿山、南は大沢山、大洞山、四阿屋山、北は聖山があり、1,000m級の山々に囲まれている。
盆地の中心を北から南へ麻績川、東条川が流れている。

## 気候
内陸性盆地であり、寒暖の差が大きく、降雨量は比較的少ない。

## 註
1. ↑  市川健夫「信州学大全」p.3